# Личаків (станція)
Станція «Личаків» (також відома, як Личаківський вокзал, Личаківський двірець, або Львів-Личаків) — залізнична станція у Львові в місцевості Верхній Личаків на гілці «Підзамче — Личаків». Розташована на висоті 348 м над рівнем моря. Сьогодні станція не функціонує, колишню будівлю вокзалу використовують як житловий будинок.

## Історія
Будівництво залізниці Персенківка — Підгайці було запропоноване у 1901 році. Початковий проєкт передбачав відгалуження нової гілки від існуючої залізниці Львів — Чернівці в районі Персенківки. Однак, під час перемовин з потенційними інвесторами, Львівський магістрат, який згодом виступив у ролі одного з концесіонерів, запропонував свої інвестиції в обмін на те, що вокзал для обслуговування нової гілки буде збудований у межах міста. У зв'язку з тим, що Персенківка тоді не входила до складу Львова, було вирішено змінити проєкт: залізниця мала відходити від існуючої лінії Львів — Красне і проходити через Знесіння та Личаків, де і було розташовано станцію.
Будівництво вокзальної споруди було завершене у 1906 році, тоді як лінію Львів-Підгайці відкрили 1909-го.
21 лютого 1914 року до Личаківського вокзалу було підведено трамвайну лінію. Вона починалася з рогатки на вулиці Личаківській і становила 700 метрів. Сюди ходив маршрут «H»: вагон вирушав від Віденської кав'ярні (сучасний проспект Свободи) за півгодини до відправлення кожного поїзда. З 1925 року сюди став ходити маршрут № 8, іншою кінцевою якого була спочатку Городоцька рогатка, а згодом — Богданівка.
У 1944 році відступаючі німецькі війська знищили лінію Підзамче — Підгайці на відрізку від Винник до Підгайців, після чого вона втратила своє значення. В результаті військових дій було також знищено трамвайну лінію, що вела до станції.
У 1970-х роках влітку зі станції до Винниківського (тоді — Комсомольського) озера ходили потяги, однак маршрут швидко закрили.
Сьогодні станція не функціонує, вокзальний будинок розквартировано. 1955 року вулицю, на якій стоїть вокзал названо на честь станції: «Вулиця Станція Личаків».

## Галерея

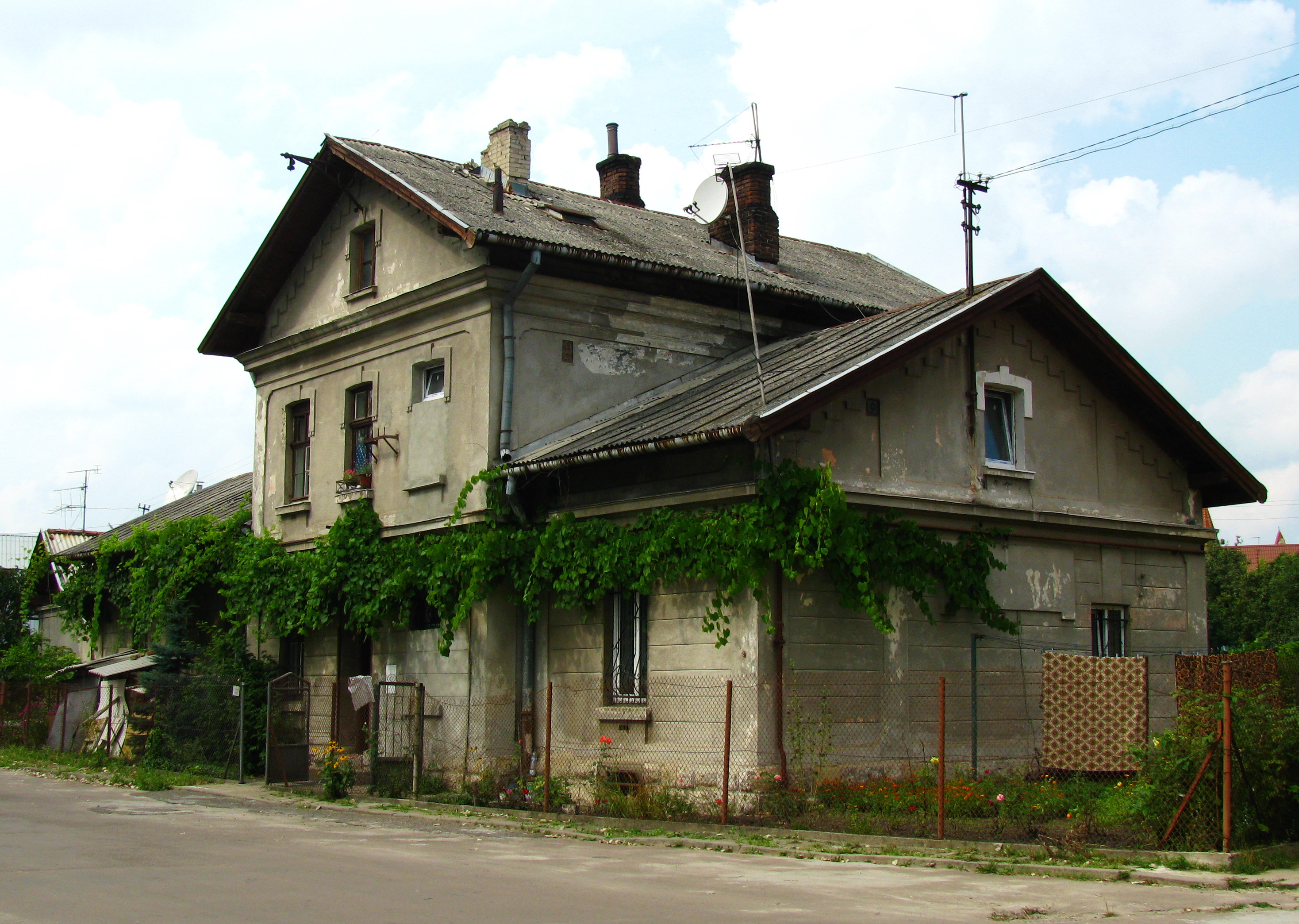
Споруда колишнього вокзалу, 2010
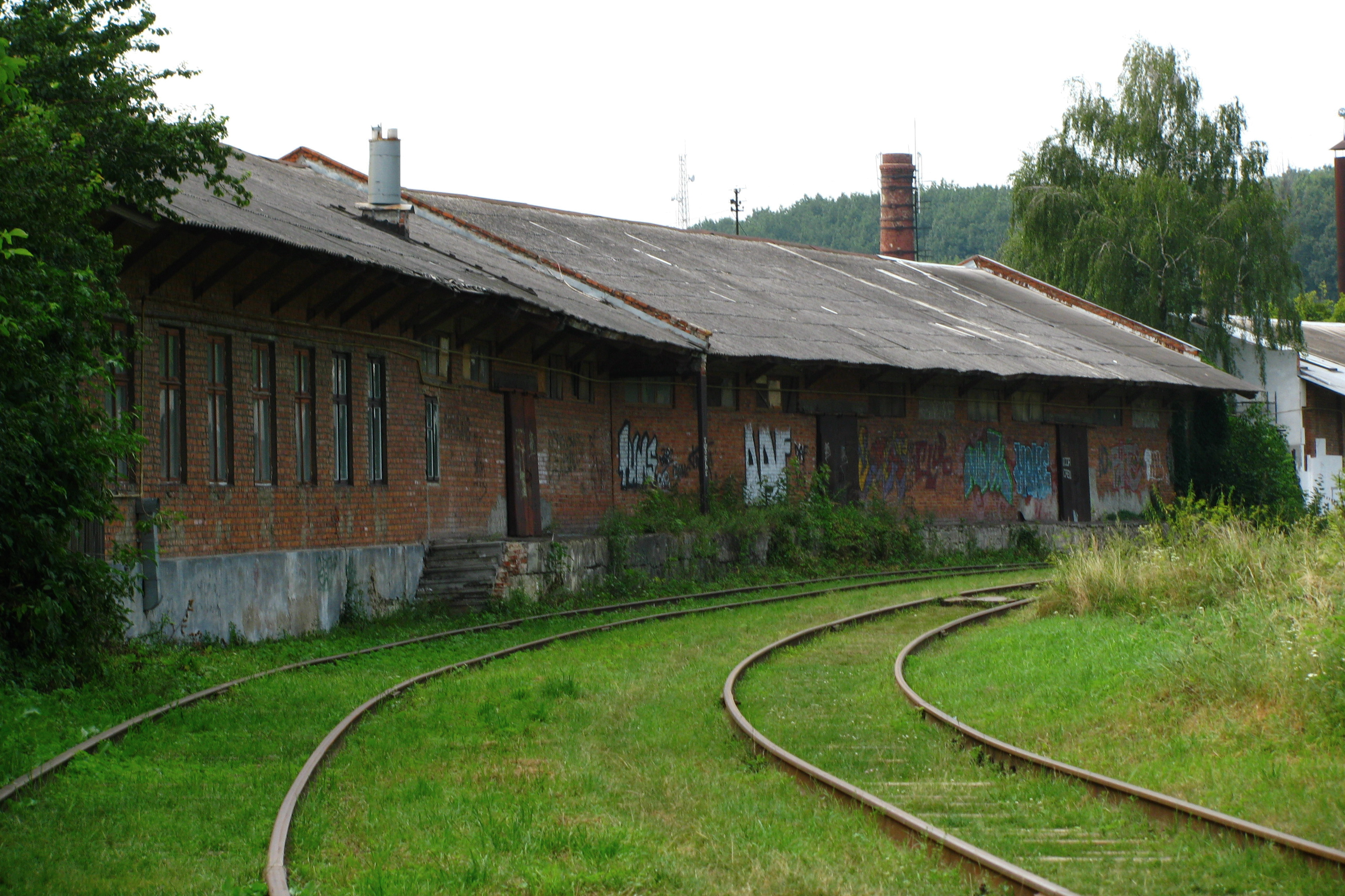
Службові споруди, 2010
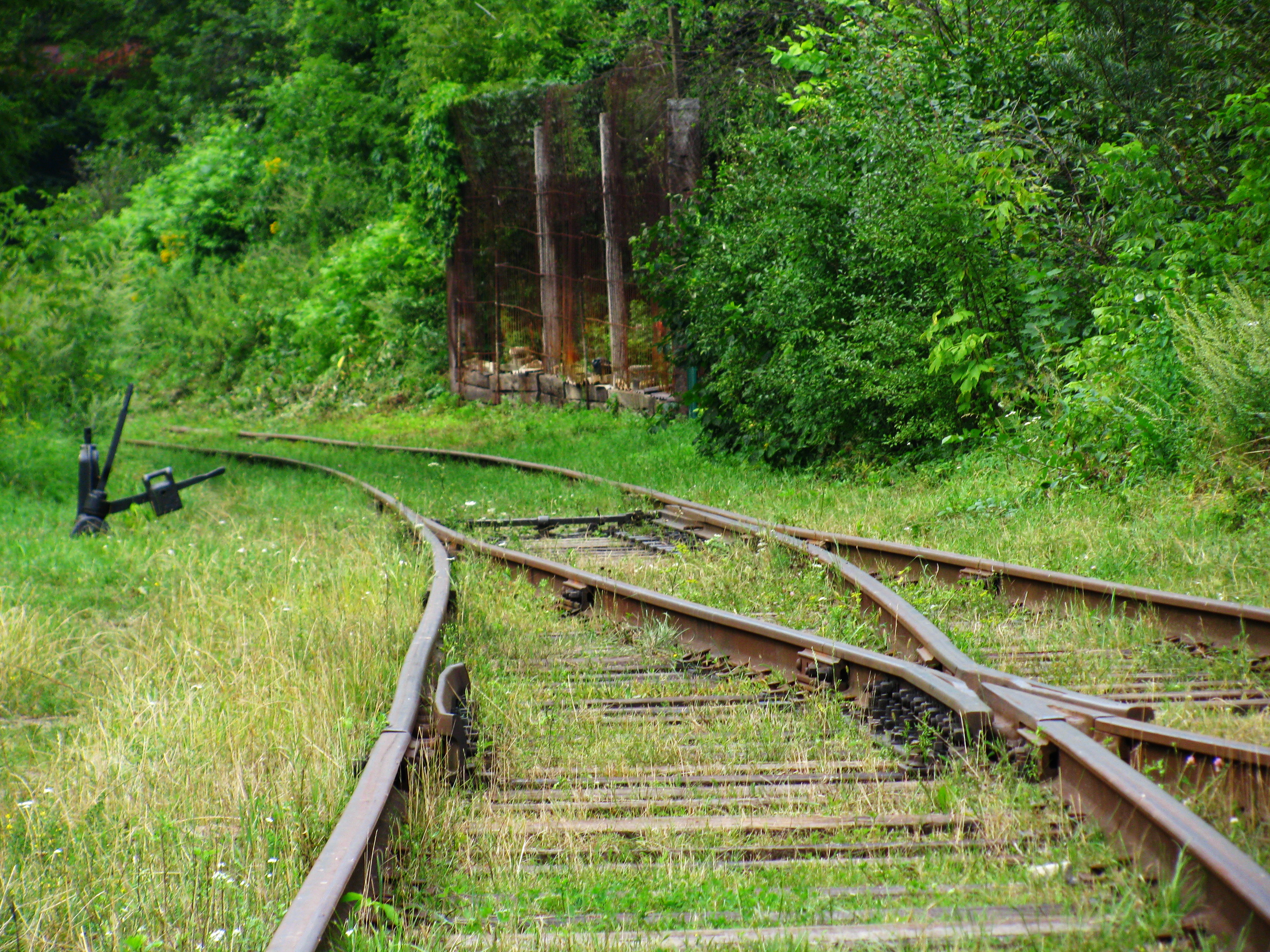
Стрілка при в'їзді на станцію, 2010